# For myself
「For myself」（フォア・マイセルフ）は、神谷浩史の1枚目のシングル。2010年12月15日にKiramuneから発売された。

## 概要
自身の歌手活動1作目のシングル作品。豪華盤と通常盤の2種リリースで、前者には「For myself」のMUSIC CLIPとTRAILERが収録されたDVDが同梱されている。
2010年12月15日付オリコンシングルデイリーチャートで3位、同年12月27日付オリコン週間シングルチャートで6位を獲得し、初動売上1.9万枚を記録した。また、2010年12月27日付のBillboard JAPANのアニメ楽曲チャート「Hot Animation」とこむちゃっとカウントダウンでは第1位にランクインしている。後者は、2011年1月15日放送の第431回こむチャートで初登場1位を獲得し、翌月12日放送の第435回こむチャートでV5を達成した。

## 批評
CDジャーナルは、「真っ直ぐな温かさが伝わる勢いのある曲であり、元気になれる。」と評した。

## 収録曲
1. For myself [4:32]
作詞：渡邊亜希子、作曲・編曲：板垣祐介
2. LIFE [3:57]
作詞：渡邊亜希子、作曲・編曲：板垣祐介
3. キズナ [4:28]
作詞：春和文、作曲・編曲：増田武史

DVD（豪華盤のみ同梱。）
1. For myself（MUSIC CLIP）
2. TRAILER

## 収録アルバム
| 曲名       | アルバム     | 発売日         |
| ---------- | ------------ | -------------- |
| For myself | 『ハレゾラ』 | 2011年12月14日 |